# DXF
DXF (英: Drawing Exchange Format) は、コンピュータ支援設計で使われる図面用のフォーマットの1種であり、2次元および3次元の形状をベクター形式で表現する。
このフォーマットにはテキスト形式とバイナリ形式とが有る。
- バイナリ形式は、データ量をより低減できるが、対応製品が少なく、普及していない。
- テキスト形式は、データをテキストとして格納するためにその量が大きくなりがちであるが、データ圧縮によってその冗長な内容の高い圧縮率を見込める。

なお、本フォーマットはこの分野のソフトウェアにおける事実上の標準としての地位を確立している。

## 詳細
DXFはオートデスクの"AutoCAD"における異なるバージョン間のデータ互換を目的として策定された。
内部仕様が公開されているため、多くのCADエディタで扱われるようになり、クロスプラットフォームで動作するビューアーも存在する。また、仕様の解説書籍も市販されている。当然ながら、プログラミングの知識が有れば、ユーザーがDXF形式を取り扱うソフトウェアを独自に作成することも可能である。しかし、その仕様に起因して各版ごとのデータ構造の差異を吸収できないため、各々のCADソフトウェアがすべての版まで対応しきれない場合も多い。
大半の3DCGソフトウェアにおいてはポリゴン形状データの汎用フォーマットとしてサポートされているが、UVマッピングなどの質感情報が授受できない点から、最近はWavefront obj形式や3ds Max形式などが用いられることが多い。

## 構造
DXFは以下のようにR12以前とR13以後で異なる構造を有する。
| バージョン | HEADER             | CLASSES       | TABLES       | BLOCKS                       | ENTITIES     | OBJECTS      | THUMBNAILIMAGE |    |
| ---------- | ------------------ | ------------- | ------------ | ---------------------------- | ------------ | ------------ | -------------- | -- |
| R12以前    | システム・図面情報 | NA            | TABLES       | 線種・レイヤー・スタイルなど | ブロック図形 | 図形要素各種 | NA             | NA |
| R13以後    | システム・図面情報 | C++ライブラリ | GROUP・MLINE | 線種・レイヤー・スタイルなど | ブロック図形 | 図形要素各種 |                | NA |

## 対応ソフトウェア
Webアプリケーション
- AutoCAD 360・A360 Viewer
- Teigha Cloud

エディター
- AutoCAD - AutoCAD・AutoCAD LT・AutoCAD Architecture・AutoCAD Civil 3D・AutoCAD Electrical・AutoCAD Map 3D・AutoCAD Mechanical
- ADS - ADS-win・ADS-LAX・ADS-LA
- ANDES - ANDES-ProWin・ANDES ProWinII・ANDES 本管Master・ANDES 電設Win・ANDES 水道Master
- ARCDRAW
- CADWe'll - CADWe'll CAPE・CADWe'll Tfas
- ArchiCAD
- CAE2D
- CADAM Drafting
- IntelliCAD
- Jw cad
- LibreCAD
- MicroStation
- M-Draf - M-Draf Suite・M-Draf Spirit・M-Draf LT
- NX
- POWERSP
- Strata Design - Strata Design 3D CX・Strata Design 3D CXi7・Strata Design 3D SE7・Strata Design 3D SE
- VectorWorks - Vectorworks Designer・Vectorworks Architect・Vectorworks Landmar・Vectorworks Spotlight・Vectorworks Fundamentals
- VoiCe
- 図脳RAPID

ビューアー
- DWG TrueView・Design Review・Volo view express
- Teigha Viewer
- de·caff Viewer
- JETCAM CAD Viewer
- VoiCeFREE

ファイルフォーマット変換
- DWF Writer
- Teigha File Converter
- ReViPS

ライブラリ
- Teigha Xtension SDK (DWGdirect)
- VoiCeAPI

3DCGソフトウェア・ドローソフト
- Adobe Illustrator
- Blender
- CorelDRAW
- Inkscape
- Metasequoia
- Poser
- Shade
- STAR(T) Edition
- 六角大王・六角大王Super

3DCGソフトウェアで設計図面情報を含むデータを扱えるものは少ない。